# Srećko Matko Džaja
Srećko Matko Džaja (* 29. Oktober 1935 in Kupres) ist ein deutscher Historiker jugoslawischer Herkunft.

## Leben
Džaja studierte Theologie von 1956 bis 1963 an der Theologischen Hochschule der Franziskaner in Sarajevo, mit Unterbrechung zwischen 1960 und 1962 wegen des obligatorischen Militärdienstes in der jugoslawischen Armee. Die Priesterweihe empfing er 1962 in Fojnica bei Sarajevo. Das Theologiestudium setzte er an der Katholisch-Theologischen Fakultät in Zagreb fort, wo er 1965 den Lizenziats-Grad erlangte und 1971 in Kirchengeschichte promoviert wurde. Von 1965 bis 1975 lehrte er Kirchengeschichte an der Theologischen Hochschule der Franziskaner in Sarajevo. Danach verließ er den Franziskanerorden und den Priesterberuf und studierte Geschichte, Slawistik und Philosophie an der Ludwig-Maximilians-Universität München, wo er 1983 in Dr. phil. promoviert wurde. In den 1980er und 1990er Jahren war er wissenschaftlicher Mitarbeiter am Institut für Geschichte Ost- und Südosteuropas der LMU und am Südostinstitut München. Seit 1994 ist Džaja deutscher Staatsbürger. 2002 wurde er in die Akademie der Wissenschaften und Künste von Bosnien-Herzegowina in Sarajevo aufgenommen. Seit 2000 ist er im Ruhestand mit Wohnsitz in München.
Džaja veröffentlichte mehrere Werke zur Geschichte, Politik, Kultur und Religion Bosnien-Herzegowinas.

## Schriften (Auswahl)
- Katolici u Bosni i Zapadnoj Hercegovini na prijelazu iz 18. u 19. stoljeće. Zagreb 1971. (zugl. Dissertation)
- Die „bosnische Kirche“ und das Islamisierungsproblem Bosniens und der Herzegowina in den Forschungen nach dem zweiten Weltkrieg (= Beiträge zur Kenntnis Südosteuropas und des Nahen Orients, Band 28). Trofenik, München 1978, ISBN 3-87828-115-3.
- Konfessionalität und Nationalität Bosniens und der Herzegowina. Voremanzipatorische Phase 1463-1804 (= Südosteuropäische Arbeiten, Nr. 80). Oldenbourg, München 1984, ISBN 3-486-52571-9. (zugl. Dissertation)
- Bosnien-Herzegowina in der österreichisch-ungarischen Epoche (1878–1918). Die Intelligentsia zwischen Tradition und Ideologie (= Südosteuropäische Arbeiten, Nr. 93). Oldenbourg, München 1994, ISBN 3-486-56079-4.
- Austro-Turcica 1541–1552. Diplomatische Akten des habsburgischen Gesandtschaftsvekehrs mit der Hohen Pforte im Zeitalter Süleymans des Prächtigen (= Südosteuropäische Arbeiten, Band 95) Bearb. S. M. Džaja; hrsg. Karl Nehring. Oldenbourg, München 1995, ISBN 3-486-56167-7.
- Die politische Realität des Jugoslawismus (1918–1991). Mit besonderer Berücksichtigung Bosnien-Herzegowinas (= Untersuchungen zur Gegenwartskunde Südosteuropas, Band 37). Oldenbourg, München 2002, ISBN 3-486-56659-8.